# 戸田光正 (孫十郎)
戸田 光正（とだ みつまさ）は、江戸時代前期から中期にかけての旗本。通称は孫十郎。別名に光高、光澄。文殊戸田家初代。

## 略歴
美濃国加納藩初代藩主松平光重の次男として誕生。幼名は申松、初名は光真。
寛文4年（1664年）6月13日、4代将軍徳川家綱に拝謁する。寛文8年（1668年）、兄の光永が家督を相続した際、美濃国本巣郡・方県郡・席田郡5000石を分知され、寄合に列する。
元禄15年（1702年）没、享年59。貝塚の青松寺に葬られた。子孫は幕末まで旗本として存続する。

## 系譜
- 父：松平光重（1622年 - 1668年）
- 母：不詳
- 正室：板倉重矩の養女 - 溝口信勝の娘
- 継室：松平近栄の娘
  - 男子：戸田光輝
- 生母不明の子女
  - 女子：板倉重浮室 - 後に山口弘豊継室